# Stade Omnisport d’Ali Sabieh
Stade Omnisport d'Ali Sabieh - to wielofunkcyjny stadion w mieście Ali Sabieh, w Dżibuti. Obecnie jest używany głównie dla meczów piłki nożnej oraz zawodów lekkoatletycznych. Swoje mecze rozgrywa na nim drużyna piłkarska AS Ali Sabieh Djibouti Télécom.